# Pandanus ngunaensis
Pandanus ngunaensis är en enhjärtbladig växtart som beskrevs av Harold St.John. Pandanus ngunaensis ingår i släktet Pandanus och familjen Pandanaceae.
Artens utbredningsområde är Vanuatu. Inga underarter finns listade.